# Kosterbrücke
Die Kosterbrücke ist eine Straßenbrücke über die Ruhr in Nordrhein-Westfalen (Deutschland). Sie verbindet den südlich des Flusses gelegenen Ort Welper mit dem nördlich gelegenen Ort Stiepel. Die Stadtgrenze zwischen Hattingen und Bochum befindet sich etwa in der Mitte des Flusses. Auf Hattinger Seite heißt die auf der Brücke verlaufende Straße Hüttenstraße, auf Bochumer Seite Kosterstraße.

## Name
Der Straßenname Kosterbrücke und die bis heute im örtlichen Sprachgebrauch erhaltene Bezeichnung die Kost für den südlichen Ruhrauenbereich unter der Brücke geht zurück auf die in der Preußischen Uraufnahme und in der Neuaufnahme noch verzeichnete Lokalität Kosthaus. Diese befand sich an der damaligen Brücke bzw. (zeitweilig) an der Fähre. Heute gibt es an dieser Stelle in Welper die Straße An der Kost, die unter der Brücke hindurch führt.

## Geschichte
Im Zusammenhang mit der Gründung der Henrichshütte 1854 wurde eine Holzbrücke errichtet, die sechs Jahre lang bestand. Ihr folgte eine Holzbrücke, die 50 Jahre in Betrieb war. 1910 folgte eine Eisenbetonbrücke, die 15 Jahre lang genutzt wurde. Über die ihr nachfolgende Brücke führte auch eine Straßenbahnlinie nach Stiepel.
Die heutige Brücke ist die fünfte Brücke an dieser Stelle. Es handelt sich um eine gevoutete Balkenbrücke aus Spannbeton. Sie hat eine Spannweite von 78,50 m. Sie wurde in den Jahren 1978 bis 1979 erbaut und kostete 20 Millionen Deutsche Mark. Die neue Brücke sollte damals vor allem die Verkehrsanbindung für die Henrichshütte in Hattingen verbessern. Das Hüttenwerk wurde allerdings ab 1987 sukzessive geschlossen. Mit vier Fahrspuren für die Landesstraße 705 ist die Brücke heute völlig überdimensioniert.